# アラウカ県
アラウカ県（アラウカけん、スペイン語: Departamento de Arauca、スペイン語発音: [Arauca]）は、コロンビアのオリノキア地方北部の県。県都はアラウカ。ベネズエラと国境を接している。南にカサナレ川とメタ川が流れカサナレ県とビチャーダ県と接し、西はボヤカ県と接する。

## 隣接する県
- アプレ州
- ビチャーダ県
- カサナレ県
- ボヤカ県

## 下位行政区

県の地図。赤点は各市の市庁所在地を示す

県は下記の7市から成る（アルファベット順）。
1. アラウカ (Arauca)
2. Arauquita
3. Cravo Norte
4. Fortul
5. Puerto Rondón
6. Saravena
7. Tame